# Polet Airlines
Polet Airlines – zlikwidowana rosyjska linia lotnicza z siedzibą w Woroneżu. Głównym węzłem był port lotniczy Woroneż.